# Klîmivșciîna, Sambir
Klîmivșciîna (în ucraineană Климівщина) este un sat în comuna Mistkovîci din raionul Sambir, regiunea Liov, Ucraina.

## Demografie
Componența lingvistică a localității Klîmivșciîna
     Ucraineană (100%)
Conform recensământului din 2001, toată populația localității Klîmivșciîna era vorbitoare de ucraineană (100%).